# МегаМизантроп
МегаМизантро́п — восьмой номерной альбом российской рок-группы «Телевизор», вышедший 2 апреля 2004 года.

## История создания

### Запись альбома
Альбом «МегаМизантроп» был записан в 2003—2004 году единолично Михаилом Борзыкиным, лидером группы «Телевизор» (Михаил написал музыку и тексты песен, создал аранжировки и выступил в роли звукорежиссёра и саунд-продюсера). О новом альбоме сам Борзыкин отозвался так: «Я не стремился сделать что-то кардинально отличающиеся от предыдущего альбома, ну, наверное, он ещё более электронный… Может быть, пожестче чуть-чуть, позлее… В остальном все те же технологии, все та же работа с компьютером. Сейчас, мне кажется, я нащупал какой-то новый оттенок звучания, но не мне судить — надо, чтобы музыкальные критики послушали».

FUZZ: Сейчас получили второе рождение синтипоп, электро-поп… Они как-то сказались на вашем творчестве?

Михаил: Я хорошо отношусь к этому стилю и сам 20 лет назад с этого начинал. Песня «Костыли» стилистически, на мой взгляд, сделана похожей чем-то… Я не люблю в чистом виде стилизовать музыку. Все равно там присутствуют какие-то другие элементы. А делать то, что делалось 20 лет назад — нет смысла. Там есть секвенция с жестким FM-звуком и барабаны — я постарался сделать в такой манере, хотя, конечно, есть и отступления. Вообще эти элементы я применял всегда, но только в дозированном виде. Просто подражание не имеет смысла. Я вот был на группе CAMOUFLAGE — у них, конечно, много синтипопа, но кроме этого там очень много и своеобразия. Я получил большое удовольствие от концерта. Если бы это был выдержанный ранний DEPECHE MODE 80-го года разлива, мне бы сейчас это показалось скучновато… К сожалению, я у нас не вижу на официальной сцене каких-то прорывов в этой области — как будто в Европе и в Америке эта мода вернулась… А вообще я хорошо к этому отношусь, так как нас самих в своё время называли то электропопом, то даркпопом, то синтипопом. Вот эти все попы — они интересны, и их у нас, к сожалению, мало. Я удивлен, что такая ситуация… Даже всемирная мода не влияет на наш шоу-бизнес…— А.Григорьев, «FUZZ» № 4(2004)

### Презентация альбома
Презентация альбома состоялась 4 апреля — в клубе «Red Club» (Санкт-Петербург) и 8 апреля — в клубе «16 тонн» (Москва). Общее впечатление от нового альбома было таково: «Мизантропии, ненависти, обличения, протеста, жёстких песен-приговоров всему, что раздражает Михаила Борзыкина, оказалось вдоволь на новом альбоме. Электронный безжалостный саунд, злость интонаций, неистовство робота, признавшего главной задачей всех или вылечить, или уничтожить, — в музыке „Мегамизантропа“ тоже мало было позитивной энергии… [зато в этом альбоме Борзыкин] снова отдаёт дань уважения жёсткому электронному фанку, очень подходящему для его пафоса и сверхзадачи группы».
В период презентации альбома «МегаМизантроп» группа выступала в живом составе: гитарист Сергей Сивицкий, барабанщик Сергей Русанов, вокалист — Михаил Борзыкин. Партии баса и клавиш исполнял ноутбук Борзыкина.

## Музыка и лирика
Альбом «МегаМизантроп» продолжает электронное звучание, характерное для коллектива с середины девяностых, когда группа фактически распалась и предстала в лице своего основателя, отныне отвечающего за все вопросы, касающиеся выпуска и производства материала. Лирическая составляющая пластинки, в большей степени, базируется на самоанализе и внутренних переживаниях лирического героя, обходя стороной околополитическую тематику. Часть песен имеет довольно мизантропическое настроение, о чём говорит само название альбома. В композиции «Обходи» Михаил выражает своё настороженное отношение к религии. В песне «Костыли» присутствует прямая отсылка к «Strawberry Fields Forever» группы The Beatles; сам музыкант охарактеризовал её как «вопль вопиющего в пустыне о том, что происходит вокруг». Композиция «Ушла из дома» посвящена проблеме семейных отношений; по мнению редакции журнала Fuzz, не исключено, что она навеяна другой «битловской» песней «She’s Leaving Home». На написание песни «Мандариновый снег» Михаила Борзыкина вдохновили воспоминания о городе Пятигорске, в котором он провёл детство.

## Список композиций
| №  | Название            | Длительность |
| -- | ------------------- | ------------ |
| 1  | Мегамизантроп       | 3:20         |
| 2  | Пустой              | 3:07         |
| 3  | Аллилуйя            | 4:24         |
| 4  | Обходи              | 3:31         |
| 5  | Костыли             | 4:44         |
| 6  | Молча               | 2:47         |
| 7  | Ушла из дома        | 4:28         |
| 8  | Тараканы            | 2:46         |
| 9  | Пронесло            | 2:36         |
| 10 | Бабуины             | 4:05         |
| 11 | Если телефон молчит | 4:55         |
| 12 | Мандариновый снег   | 4:55         |

## Технический персонал
- Михаил Борзыкин — вокал, автор текстов и музыки, аранжировка,звукорежиссёр,саунд-продюсер
- Михаил Остроумов — аранжировки (в композиции «Если телефон молчит»)
- Альбом записан в домашней студии в Санкт-Петербурге в 2003—2004 гг.

## Критика
Константин Кинчев назвал «МегаМизантроп» «событием 2004 года».
Сразу после выхода альбома журнал «Fuzz» дважды публиковал разные отзывы о нём. В первой рецензии была отмечена неоднозначность пластинки и своеобразная отстранённость лирического героя от произносимого текста, вторая, напротив, утверждала о высокой степени заинтересованности героя в происходящем:

Понять, в чём заключается невероятная ненависть к людям, вынесенная в название, мне не удалось. Скорее, всё наоборот. Критикует человек окружающий его несправедливый лживый мир, ему не всё равно. Так что, я бы назвал впечатление от пластинки полярно — «Мегагуманист». Ещё во времена существования организации «Рок-клуб», господин Борзыкин заявил, что музыкальная часть его композиций не очень важна, поскольку исполняет эпизодическую, второстепенную роль. Собственно сам музыкальный жанр, в котором работал ТЕЛЕВИЗОР, не располагает к экспрессивности и сложной конструкции. Гибридная смесь синти- и электропопа с густой социальной нагрузкой. Когда человек автор всего своего материала, да ещё к тому же продюсер и звукорежиссёр, слушатель гарантировано получит именно то, что вложил в запись автор. Когда время звучания записи переваливает далеко за половину, совершенно неожиданно обнаруживается совершенно новый ТЕЛЕВИЗОР…— С.Минченко, «FUZZ» № 6(2004)

…Говорить о диске можно в контексте всего его [Борзыкина] творчества в целом. При этом непонятно, понимает ли сам Михаил, какой глубокий бэкграунд открывается за его песнями. Если в молодости его бунт носил политический характер, то уже с начала 90-х он приобрёл характер глобальный, метафизический. И в этом он подлинный экстремист, про́клятый поэт, ещё одно звено в непрерывной тёмной традиции. Богоборец в первую очередь, он пишет песни, в которых напрямую задаёт Богу вопросы, на которые нет ответов. Его мизантропия, ненависть к толпе, — между прочим, важнейшее по Антону Лавею, качество истинного, не балаганного сатаниста. Ненависть же к женщинам, вернее к тёмному лунному женскому началу, перекликается с традиционалистской философией. Борзыкин чётко и прямолинейно формулирует такие вещи, в которых люди боятся признаться себе даже ночью под подушкой. Ещё давно Борзыкин пропел страшные строки, восходящие к древнему учению гностиков, полагавших, что плохой мир мог придумать только плохой бог: «Этот мир никогда не станет иным/ Я не хочу себя здесь плодить/ Я не хочу иметь детей». Люди никогда не примут такое, каким бы мощным хитовым потенциалом ни обладали бы борзыкинские песни. А мелодист он, между прочим, удивительный, — на каждом его альбоме найдётся идеальная поп-баллада, которая, напиши её другой артист, обязательно стала бы хитом…—  А.Бухарин, «Rolling Stone» № 6(2004)